# Assassinio su commissione
Assassinio su commissione (Murder by Decree) è un film del 1979 diretto da Bob Clark.

## Trama
Sherlock Holmes e il dottor Watson sono sulle tracce di Jack lo Squartatore. La loro ricerca li indirizza verso la famiglia reale, il governo britannico e la massoneria.

## Curiosità
- È la seconda volta che Christopher Plummer veste i panni di Sherlock Holmes. L'attore aveva già interpretato il personaggio nel film televisivo Silver Blaze del 1977 all'interno della serie The Sunday Drama, nell'episodio n. 15 della prima stagione. Anche Frank Finlay aveva già impersonato l'ispettore Lestrade nel film Sherlock Holmes: notti di terrore del 1965.